# エミュー属
エミュー属（エミューぞく、学名 Dromaius）は、ヒクイドリ目エミュー科の1属である。ヒクイドリ目を科とし、ヒクイドリ科エミュー亜科に分類することもある。
エミュー1種のみが現生するが、その他に3種の絶滅種がいた。

## 分類
属名は、Vieillot の記載では最初に Dromiceius として現れ、数ページ後に Dromaius が現れている。国際動物命名規約は原則として最初に使われた学名を正しいとするが、Dromiceius はその例外である明らかな誤植とみなされ、Dromaius が使われている。
Sibley分類では、ヒクイドリ科エミュー族 Dromaiini の唯一の属だった。

## 種
現生1種、絶滅3種（近代の絶滅種2種、化石種1種）が属す。
- Dromaius novaehollandiae, Emu, エミュー
- †Dromaius baudinianus, Kangaroo Island Emu - 南オーストラリア州カンガルー島固有種だった。1827年ごろ絶滅。
- †Dromaius ater, King Island Emu - タスマニア州キング島固有種だった。1805年に野生では絶滅し、1822年にパリで飼育されていた個体が死に絶滅。
- †Dromaius ocypus - 先史時代に絶滅した化石種。

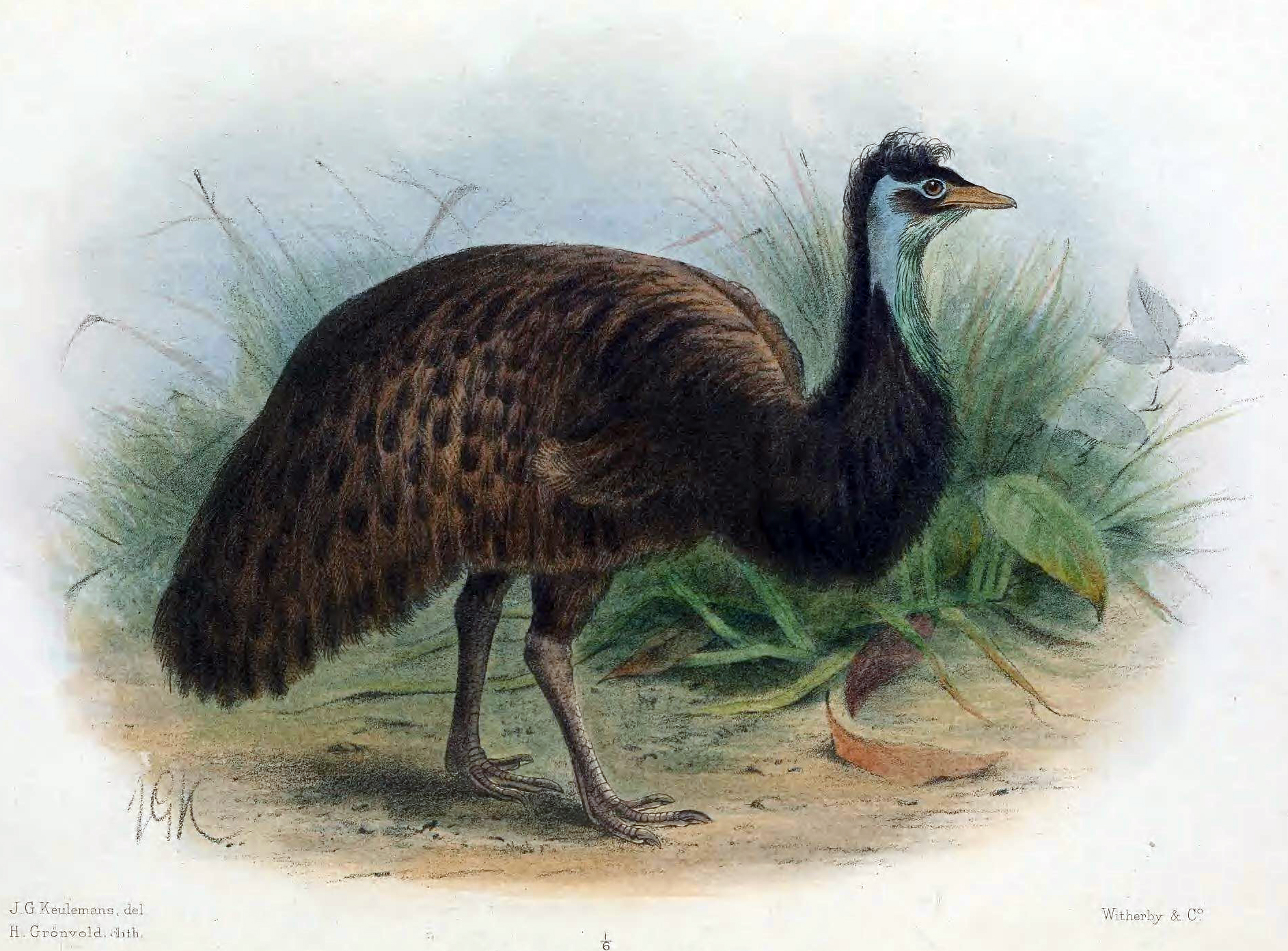
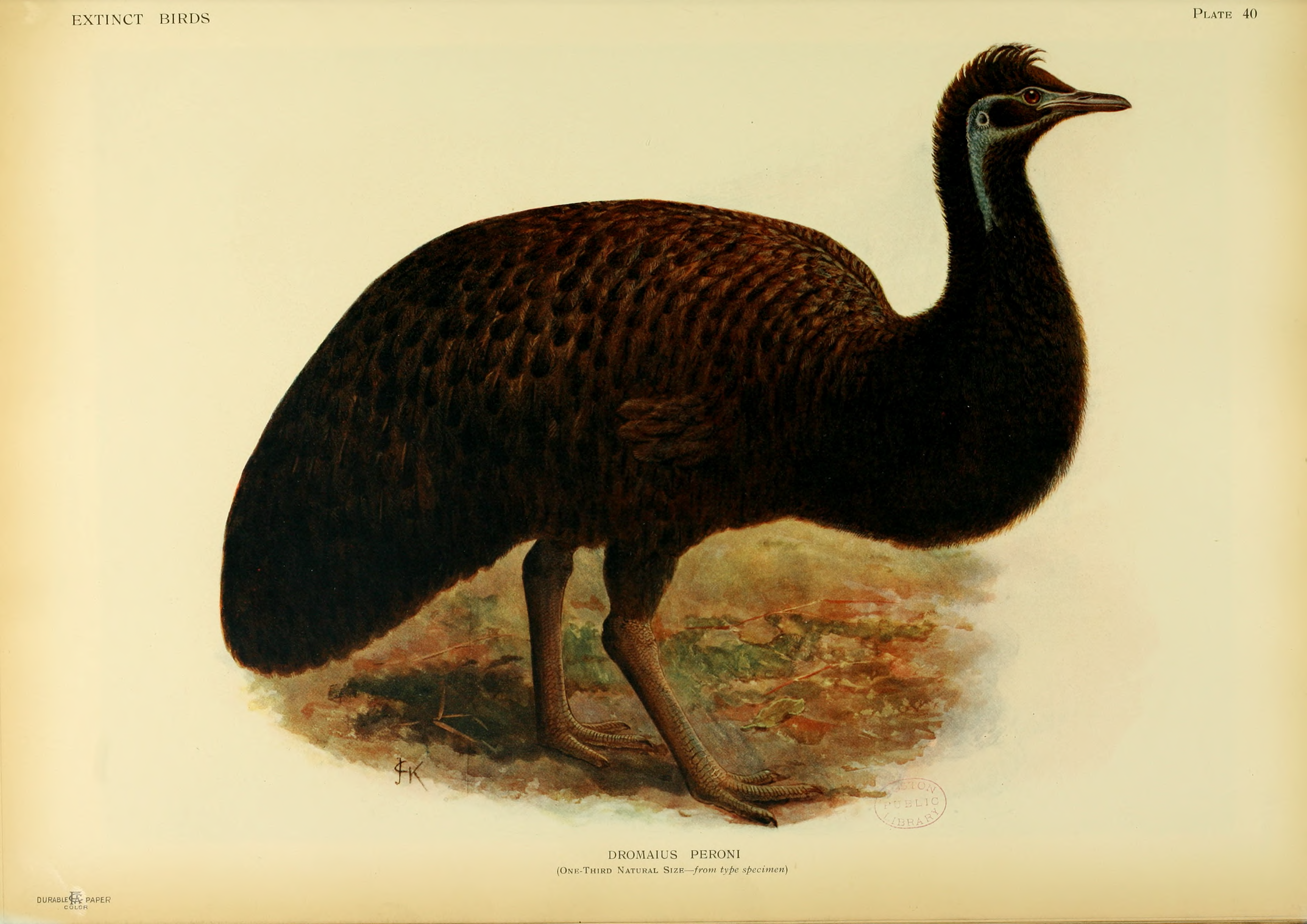

- Dromaius baudinianus
- Dromaius ater